# Argemone gracilenta
Argemone gracilenta är en vallmoväxtart som beskrevs av Edward Lee Greene. Argemone gracilenta ingår i släktet taggvallmor, och familjen vallmoväxter. Inga underarter finns listade i Catalogue of Life.